# Robert Umiński
Robert Umiński (ur. 17 kwietnia 1983 w Bydgoszczy) – polski żużlowiec.
Licencję żużlową zdobył w 1999 roku. Do 2003 r. reprezentował barwy klubu Polonii Bydgoszcz, zdobywając trzy medale drużynowych mistrzostw Polski: złoty (2002) oraz dwa brązowe (2001, 2003). W 2004 r. nie startował na torach żużlowych, w 2005 był zawodnikiem Poloni Piła, a w 2006 – PSŻ Poznań.
Jako junior odniósł kilka sukcesów, m.in. w 2001 r. zdobył w Rybniku brązowy medal młodzieżowych mistrzostw Polski par klubowych, natomiast w 2002 r. zwyciężył w rozegranym w Tarnowie turnieju o "Brązowy Kask", a w Bydgoszczy zdobył brązowy medal młodzieżowych drużynowych mistrzostw Polski.